# Teghut (Tavush)
Teghut (in armeno Թեղուտ?, chiamato anche T'eghut) è un comune dell'Armenia di 1 311 abitanti (2010) della provincia di Tavush.